# Perù ai Giochi della XIV Olimpiade
Il Perù partecipò ai Giochi della XIV Olimpiade, svoltisi a Londra, dal 20 luglio al 14 agosto 1948,  
con una delegazione di 41 atleti impegnati in 7 discipline,
aggiudicandosi 1 medaglia d'oro.

## Medagliere

### Per discipline
| Sport  | Oro | Argento | Bronzo | Totale |
| ------ | --- | ------- | ------ | ------ |
| Tiro   | 1   | 0       | 0      | 1      |
| Totale | 1   | 0       | 0      | 1      |

### Medaglie
| Medaglia | Atleta        | Sport | Evento           |
| -------- | ------------- | ----- | ---------------- |
| Oro      | Edwin Vásquez | Tiro  | Pistola 50 metri |

## Risultati

### Pallacanestro
| Atleta | Classifica |
| --- | ---------- |
| V · D · M Nazionale peruviana - Pallacanestro ai Giochi della XIV Olimpiade 3 Ahrens · 5 Vizcarra · 6 Salas · 7 Soracco · 8 Drago · 9 Fernández · 10 Alegre · 11 Fiestas · 13 Descalzo · 14 Ferreyros · 15 Sánchez · All. - | 10°        |
| Nazionale peruviana - Pallacanestro ai Giochi della XIV Olimpiade |            |
| 3 Ahrens · 5 Vizcarra · 6 Salas · 7 Soracco · 8 Drago · 9 Fernández · 10 Alegre · 11 Fiestas · 13 Descalzo · 14 Ferreyros · 15 Sánchez · All. -                                                                             |            |